# 察素齐站
察素齐站，位于中华人民共和国内蒙古呼和浩特市土默特左旗察素齐镇，建于1923年，是唐包铁路呼包段的一个车站。离曹妃甸北站915公里，离包头站115公里。距上行车站毕克齐站14公里，距下行车站宋拉站8公里。该站隶属呼和浩特局集团。办理客货运业务（办理整车，不办理危险货物发到），为三等车站，本站及相邻上下行区间均为电气化区段。